# Shoko Takahashi
Shoko Takahashi är en japansk före detta bordtennisspelare och världsmästare i dubbel
Hon spelade sitt första VM 1975 och fyra år senare, 1979, sitt andra och sista. Under sin karriär tog hon tre medaljer i bordtennis-VM 1 guld och 2 brons.

## Meriter
- Bordtennis VM
  - 1975 i Calcutta
    - 1:a plats dubbel (med Maria Alexandru)
    - 3:e plats med det japanska laget

  - 1979 i Pyongyang
    - 3:e plats med det japanska laget

- Asian Games
  - 1974 i Teheran
    - kvartsfinal dubbel
    - kvartsfinal mixed dubbel